# Lohusuu
Lohusuu est un petit bourg de la commune de Lohusuu du comté de Viru-Est en Estonie .
Au 31 décembre 2011, il compte 317 habitants.